# Leo Piek
Leonard Gijsbert „Leo” Piek (ur. 7 września 1927 w Utrechcie, zm. 1 czerwca 2013) – holenderski zapaśnik walczący w stylu klasycznym. Olimpijczyk z Rzymu 1960, gdzie zajął szesnaste miejsce w kategorii do 67 kg.

## Letnie Igrzyska Olimpijskie 1960
| Konkurencja          | Rundy eliminacyjne     | Rundy eliminacyjne    | Rundy eliminacyjne           | Klas. końcowa |
| Konkurencja          | Przeciwnik I           | Przeciwnik II         | Przeciwnik III               | Miejsce       |
| -------------------- | ---------------------- | --------------------- | ---------------------------- | ------------- |
| 67 kg styl klasyczny | Bartl Brötzner (AUT) P | Nick Stamulus (AUS) Z | Branislav Martinović (YUG) P | 16.           |